# 北条義政
北条 義政（ほうじょう よしまさ）は、鎌倉時代中期の北条氏の一門。鎌倉幕府の第6代連署（在任：文永10年（1273年）6月17日 - 建治3年（1277年）4月4日）。六波羅探題北方、連署を務めた北条重時の五男。母は側室の少納言局。所領である信濃国塩田荘に住したことから、義政から孫の俊時までの3代は塩田北条氏と呼ばれる。

## 略歴
幼名は多聞（多門：たもん）。初名は時景（ときかげ）で、義政と改名。重時の五男であるが、『北条時政以来後見次第』によれば、義政が四男、すぐ上の異母兄業時が五男とされ、母の出自により年少の義政が兄業時の上位に位置づけられた。鎌倉幕府第6代将軍宗尊親王に仕え、文永2年（1265年）に引付衆、文永4年（1267年）に評定衆、文永6年（1269年）に二番引付頭に昇進し、幕府要職を歴任した。文永10年（1273年）に叔父北条政村が死去し、政村に代わって連署に任じられ、執権北条時宗を補佐する。
建治元年（1275年）、元のフビライから送られた杜世忠ら使者一行を時宗が処刑しようとした時には和睦の道もあるとしてこれに反対している。『関東評定伝』に拠れば義政は病のために出家を望んでいたと言われ、花押の有無からも、義政は文永の役以降に病の為に連署としての政務を十分に務めてはおらず、建治2年（1276年）前後には見られなくなる。『建治三年記』に拠れば、建治3年（1277年）4月に突如連署を辞し、善光寺に出奔した後、出家した。法名は政義（せいぎ）。翌5月信濃国塩田荘に遁世した。弘安4年11月27日（1282年1月8日）、同地にて41歳で死去。塩田には、義政創建と伝えられる安楽寺八角三重塔が残されている。

## 人物
義政は教養人としても知られ、『新後撰和歌集』や『玉葉和歌集』、『続千載和歌集』などに多くの歌を残している。
義政の遁世について没年などを勘案しての病気説、あるいは拠点塩田荘の地盤固めの為に幕政から退いたなどの説が提唱されているが、歴史学者の網野善彦は義政は安達泰盛室が同母姉妹である事を指摘し、泰盛と得宗家被官平頼綱との対立が義政の立場を微妙なものにしたであろうと推測。さらに、義政の遁世後には極楽寺流の義政にとって本家筋にあたる北条義宗は評定衆に加わっている事からも、本家筋に憚るところがあったとする説、時宗の慰留や、義政遁世後の幕府人事の手早さ等から、得宗家の政治的排除であるとも考えられている。
居住地は名越であり、重時流として特異な一面があった。また彼が管轄した塩田荘は、寺社が多数建立され、鎌倉文化を今日に伝える文化財が多数現存している。

## 経歴
※日付＝旧暦
- 1259年（正元元）4月17日、従五位下に叙し、左近衛将監任官。
- 1265年（文永2）6月11日、幕府の引付衆と就る。
- 1267年（文永4）11月、評定衆に異動。
- 1269年（文永6）4、二番引付頭人を兼帯。
- 1270年（文永7）5月20日、駿河守に転任。
- 1273年（文永10）6月17日、連署と就る。7月1日、武蔵守に転任。
- 1277年（建治3）4月4日、出家。道義と号す。5月22日、逐電。

## 和歌
- いつまでとこころをとめてありはてぬ 命まつまの月を見るらん（続古今和歌集 雑1587）
- 夢ならでまたはまこともなきものを たが名づけけるうつつなるらん（玉葉集 雑上2462）